# Czigány Judit (színművész, 1930–2000)
Czigány Judit (születési nevén Wiener Judit Mária) (Budapest, 1930. május 21. – Budapest, 2000. október 1.) magyar színésznő, előadóművész.

## Élete
Szülei Wiener József magánhivatalnok és Lichtmann Ilma voltak. 1952-ben végezte el a Színház- és Filmművészeti Főiskolát egy évfolyamon többek között Berek Katival, Buss Gyulával, Horváth Terivel, Hacser Józsával, Psota Irénnel, Váradi Hédivel, Kovács Jánossal, Soós Imrével és Papp Terivel. Pályája az Ifjúsági Színházban indult 1952-ben, 1954-ben a szolnoki Szigligeti Színházhoz szerződött 3 évre (1954–1957), majd egy évadot az Állami Déryné Színházban, kettőt pedig a Petőfi Színházban játszott. 1962–1967 között a Bartók Gyermekszínház társulatának tagja volt, majd a Pannónia Filmstúdióhoz, illetve a Magyar Szinkron- és Videó Vállalat társulatához került. Gyakran szerepelt a  Magyar Rádióban, kellemes orgánumának köszönhetően népszerű szinkronszínésznő volt, kiváló versmondóként irodalmi műsorokban is szerepelt. 1995-től szabadfoglalkozású művész volt, 1997-től több alkalommal játszott vendégszínészként a Várszínházban. Írásai, Maszk és toll címmel rendszeresen megjelentek a Film Színház Muzsika című lapban.

## Színházi szerepeiből
- Jókai Mór: Az aranyember....Tímea
- Kálmán Imre: A csárdáskirálynő....Stázi
- Beaumarchais: A sevillai borbély....Rosina
- Brecht–Weill: Koldusopera....Lucy
- Koldus és királyfi....Edith
- Gáli József: A tűz balladája....Kovácsné
- Mese a tűzpiros virágról....Fisza
- Tarbay Ede: Játék a színházban....Gigi
- Móricz Zsigmond: Légy jó mindhalálig....Böszörményi, IV.b. oszt. tanuló; Tannenbaum
- Zelk Zoltán: Az ezernevű lány....Madár
- Mándy Iván: Mélyvíz....Első levesváró
- Molnár Ferenc: Az üvegcipő....Társalkodónő
- Heltai Jenő: A néma levente....Carlotta, komorna
- Hubay Miklós: Ők tudják mi a szerelem.... Loulou, Estella unokája
- Peti vidám karácsonya....Játék Peti
- Sós György: Pettyes....Kati
- Bródy Sándor: A tanítónő....Kántorkisasszony
- Hárs László: A titkos örs....Béla
- Euripidész: Médeia – Várszínház

## Filmjei

### Játékfilmek
- Tűzoltó utca 25. (1973)
- Vuk (1981, rajzfilm) Nyau, a macska, Tyúkok (hang)
- Kabala (1982)
- Vízipók-csodapók (1982, rajzfilm)
- Szaffi (1984, rajzfilm) – Puzzola anyja (a film végén) (hang)
- Napló szerelmeimnek (1987)
- Az erdő kapitánya (1988, rajzfilm) – Varangy Vanda (hang)
- Édes Emma, drága Böbe – vázlatok, aktok (1992)

### Tévéfilmek
- Bors Máté 1972
- A sors embere (1958)
- Nem szoktam hazudni (1966)
- A palacsintás király 1–2. (1973)
- Uraim, beszéljenek! (1973)
- Intőkönyvem története (1974)
- Barátom Bonca (1975)
- Bach Arnstadtban (1975)
- Vízipók-csodapók (1976–1984)
- Csutak a mikrofon előtt (1977)
- A Zebegényiek (1978)
- A Sipsirica (1980)
- Vuk I–IV. (1980, rajzfilmsorozat) Nyau, a macska hangja
- Három szabólegények (1982)
- Kérem a következőt! III. (1983) További szereplő
- Fürkész történetei (1983)
- Rutinmunka (1984)
- Kismaszat és a Gézengúzok (1984)
- Nyolc évszak 1–8. (1987)
- Szomszédok (1987–1990)
- Uborka (1992) Hang

### Szinkronszerepek
- Charlie Chan Londonban: Miss Judson – Helena Grant
- Az Orion űrhajó fantasztikus kalandjai: Helga Legrelle – Ursula Lillig
- Váratlan utazás: Clara Potts – Maja Ardal
- Skippy kalandjai: Thelma – Moya O’Sullivan
- A Frankenberg kastély: Hanne Sagmeister – Maria Singer
- Martin Chuzzlewit: Mrs. Gamp – Elizabeth Spriggs

## Hangjátékok
- Németh László: Gyász (1971)
- "A kor falára" - Áprily Lajos költészete (1976)
- Dominique-André Kergal: Holnap történt (1982)
- Csipkerózsika (1986)

## Díjak, elismerések
- Szocialista Kultúráért-díj (1984)